# Nausithoe aurea
Espèce
Nausithoe aurea est une espèce de méduse appartenant à la famille des Nausithoidae.